# Comuna Elizavetovca, Dondușeni
Comuna Elizavetovca este o comună din raionul Dondușeni, Republica Moldova. Este formată din satele Elizavetovca (sat-reședință) și Boroseni.

## Demografie
Conform datelor recensământului din 2014, comuna are o populație de 513 locuitori. La recensământul din 2004 erau 632 de locuitori.

## Administrație și politică
Componența Consiliului local Elizavetovca (9 consilieri), ales la 5 noiembrie 2023, este următoarea:
|  | Partid                                       | Consilieri | Componență | Componență | Componență | Componență |
|  | -------------------------------------------- | ---------- | ---------- | ---------- | ---------- | ---------- |
|  | Partidul Acțiunii Comune – Congresul Civic   | 4          |            |            |            |            |
|  | Partidul Socialiștilor din Republica Moldova | 3          |            |            |            |            |
|  | Partidul Liberal Democrat din Moldova        | 2          |            |            |            |            |